# Энтропия динамической системы
Энтропия динамической системы — число, выражающее степень хаотичности траекторий динамической системы. Различают метрическую энтропию, описывающую хаотичность динамики в системе с инвариантной мерой для случайного выбора начального условия по этой мере, и топологическую энтропию, описывающую хаотичность динамики без предположения о законе выбора начальной точки.
Вариационный принцип для теории динамических систем утверждает, что для непрерывной динамической системы на компактном множестве, топологическая энтропия равна точной верхней грани метрических, взятой по всем возможным выборам инвариантных мер данной системы.

## Топологическая энтропия
Пусть задано непрерывное отображение {\displaystyle T} метрического компакта {\displaystyle (X,d)} в себя. Тогда, метрика {\displaystyle d_{n}} на {\displaystyle X} определяется как
{\displaystyle d_{n}(x,y)=\max _{0\leq j\leq n}d(T^{j}(x),T^{j}(y)),}
иными словами, это максимальное расстояние, на которое орбиты {\displaystyle x} и {\displaystyle y} расходятся за {\displaystyle n} итераций. Далее, для заданного {\displaystyle \varepsilon >0,} говорят, что множество — {\displaystyle (n,\varepsilon )}-отделённое, если попарные {\displaystyle d_{n}}-расстояния между его точками не меньше {\displaystyle \varepsilon }, и мощность наибольшего такого множества обозначается через {\displaystyle N(n,\varepsilon )}.
Тогда, топологической энтропией отображения {\displaystyle T} называется двойной предел
{\displaystyle h(T)=\lim _{\varepsilon \to 0}\limsup _{n\to \infty }{\frac {1}{n}}\log N(n,\varepsilon ).}
Эта же величина может быть определёна иначе: если обозначить через {\displaystyle M(n,\varepsilon )} мощность наименьшей {\displaystyle \varepsilon }-сети, то
{\displaystyle h(T)=\lim _{\varepsilon \to 0}\limsup _{n\to \infty }{\frac {1}{n}}\log M(n,\varepsilon ).}
Эквивалентность этих определений легко выводится из неравенств {\displaystyle N(n,\varepsilon )\leq M(n,\varepsilon )\leq N(n,\varepsilon /2).} Стоит отметить, что и то, и другое определение формализуют следующее нестрогое понятие: для неизвестной начальной точки, какое количество информации нужно получить в расчёте на одну итерацию, чтобы предсказать большое количество итераций с небольшой фиксированной ошибкой.

## Метрическая энтропия
Пусть{\displaystyle (X,T,\mu )} — сохраняющая меру измеримая динамическая система. По определению, энтропией разбиения {\displaystyle X=\bigcup _{j=1}^{n}\xi _{j}} называется число
{\displaystyle H(\xi ):=\sum _{j=1}^{n}-\mu (\xi _{j})\log \mu (\xi _{j}),}
определяющее информационную энтропию определения элемента разбиения, содержащего {\displaystyle \mu }-случайную точку.
Итерационные измельчения разбиения {\displaystyle \xi },
{\displaystyle \xi ^{(k)}=\left\{\xi _{i_{1}}\cap T^{-1}(\xi _{i_{2}})\cap \dots \cap T^{-k+1}(\xi _{i_{k}})\mid 1\leq i_{1},\dots ,i_{k}\leq n\right\}}
определяют, в каких элементах {\displaystyle \xi } оказывается точка на протяжении {\displaystyle k} итераций, а, соответственно, величина
{\displaystyle h_{\mu }(T,\xi )=\lim {\frac {1}{k}}H(\xi ^{(k)})}
выражает информационную энтропию такого процесса. Наконец, метрическая энтропия отображения {\displaystyle T} по мере {\displaystyle \mu } определяется как точная верхняя грань {\displaystyle h_{\mu }(\xi )} по всевозможным разбиениям {\displaystyle \xi }:
{\displaystyle h_{\mu }(T):=\sup _{\xi }h_{\mu }(T,\xi ).}